# Seznam skotských králů

Znak Skotského království používaný do roku 1603

Seznam skotských králů je přehledem skotských panovníků od roku 843 až do roku 1707, kdy samostatné skotské království zaniklo. Od té doby Skotsku vládnou králové britští. 
Podle tradice byl prvním králem Skotů Kenneth MacAlpin (gaelsky Cináed mac Ailpín), zakladatel skotského státu. Rozlišování mezi skotským královstvím a královstvím Piktů způsobila změna nomenklatury, tedy to, že se Rex Pictorum (král Piktů) koncem 9. století stal ri Alban (králem Alby). Království Piktů se v gaelštině stalo královstvím Alby, které se později v angličtině stalo Skotskem. Nejpozději koncem 11. století se skotští králové latinsky označovali jako rex Scottorum (králové Skotů). 
Nejdéle vládnoucími rody byli (v chronologickém pořadí) Alpinové (od 9. do 11. století), pak Dunkeldové (11.–13. století) a konečně Stuartovci (od 14. až do počátku 18. století). Roku 1603 vznikla personální unie skotského a anglického království, která trvala až do jejich spojení do království britského roku 1707. Poslední skotskou a zároveň anglickou královnou byla Anna Stuartovna, která se toho roku stala první královnou britskou.
| Alpinové       |                 |                |                 |                                                            |
| Portrét        | Jméno           | Narození–Úmrtí | Období vlády    | Rodiče                                                     |
|                | Kenneth I.      | 810–858        | 843–858         | Alpín mac Echdach                                          |
|                | Donald I.       | 812–862        | 858–862         | Alpín mac Echdach                                          |
|                | Konstantin I.   | † 877          | 862–877         | Kenneth I.                                                 |
|                | Aedh            | † 878          | 877–878         | Kenneth I.                                                 |
|                | Eochaid         |                | 878–889         | Run Skotský                                                |
|                | Giric           |                | 878–889         | Dungail Skotský                                            |
|                | Donald II.      | † 900          | 889–900         | Konstantin I.                                              |
|                | Konstantin II.  | 874–952        | 900–943         | Aedh                                                       |
|                | Malcolm I.      | † 954          | 943–954         | Donald II.                                                 |
|                | Indulf          | † 962          | 954–962         | Konstantin II.                                             |
|                | Dubh            | † 967          | 962–967         | Malcolm I.                                                 |
|                | Cuilén          | † 971          | 966–971         | Indulf                                                     |
|                | Kenneth II.     | † 995          | 971–?973        | Malcolm I.                                                 |
|                | Amlaíb          | † 977          | ?973–977        | Indulf                                                     |
|                | Kenneth II.     | † 995          | 977–995         | Malcolm I.                                                 |
|                | Konstantin III. | † 997          | 995–997         | Cuilén                                                     |
|                | Kenneth III.    | † 1005         | 997–1005        | Dubh                                                       |
|                | Malcolm II.     | 980–1034       | 1005–1034       | Kenneth II.                                                |
| Dunkeldové     |                 |                |                 |                                                            |
|                | Duncan I.       | † 1040         | 1034–1040       | Crínán z Dunkeldu Bethóc                                   |
| Morayové       |                 |                |                 |                                                            |
| Portrét        | Jméno           | Narození–Úmrtí | Období vlády    | Rodiče                                                     |
|                | Macbeth I.      |                | 1040–1057       | Findláech Doada                                            |
|                | Lulach          |                | 1057–1058       | Gille Coemgáin Gruoch Skotská                              |
| Dunkeldové     |                 |                |                 |                                                            |
|                | Malcolm III.    |                | 1058–1093       | Duncan I. Suthen                                           |
|                | Donald III.     |                | 1093–1094 –1097 | Duncan I. Suthen                                           |
|                | Duncan II.      |                | 1094            | Malcolm III. Ingebjorg Finnsdotter                         |
|                | Edgar           |                | 1097–1107       | Malcolm III. Markéta Skotská                               |
|                | Alexandr I.     |                | 1107–1124       | Malcolm III. Markéta Skotská                               |
|                | David I.        |                | 1124–1153       | Malcolm III. Markéta Skotská                               |
|                | Malcolm IV.     |                | 1153–1165       | Jindřich, hrabě z Northumbrie Ada de Warenne               |
|                | Vilém I.        |                | 1165–1214       | Jindřich, hrabě z Northumbrie Ada de Warenne               |
|                | Alexandr II.    |                | 1214–1249       | Vilém I. Skotský Ermengarda z Beaumontu                    |
|                | Alexandr III.   |                | 1249–1286       | Alexandr II. Marie z Coucy                                 |
|                | Markéta I.      | 1283–1290      | 1286–1290       | Erik II. Magnusson Markéta Skotská                         |
| 1. interregnum | 1286–1292       | 1286–1292      | 1286–1292       | 1286–1292                                                  |
| Balliolové     |                 |                |                 |                                                            |
|                | Jan I. Skotský  |                | 1292–1296       | Jan, 5. baron z Balliolu Devorguilla z Galloway            |
| 2. interregnum | 1296–1306       | 1296–1306      | 1296–1306       | 1296–1306                                                  |
| Bruceové       |                 |                |                 |                                                            |
|                | Robert I.       |                | 1306–1329       | Robert Bruce, 6. lord z Annandale Marjorie z Carricku      |
|                | David II.       |                | 1329–1371       | Robert I. Alžběta de Burgh                                 |
| Stuartovci     |                 |                |                 |                                                            |
|                | Robert II.      |                | 1371–1390       | Walter Stewart, 6. nejvyšší správce Skotska Marjorie Bruce |
|                | Robert III.     |                | 1390–1406       | Robert II. Skotský Alžběta Mureová                         |
|                | Jakub I.        |                | 1406–1437       | Robert III. Skotský Anabella Drummondová                   |
|                | Jakub II.       |                | 1437–1460       | Jakub I. Skotský Johana Beaufortová                        |
|                | Jakub III.      |                | 1460–1488       | Jakub II. Skotský Marie z Guelders                         |
|                | Jakub IV.       |                | 1488–1513       | Jakub III. Skotský Markéta Dánská                          |
|                | Jakub V.        |                | 1513–1542       | Jakub IV. Skotský Markéta Tudorovna                        |
|                | Marie I.        | 1542–1587      | 1542–1567       | Jakub V. Marie de Guise                                    |
|                | Jakub VI.       |                | 1567–1625       | Jindřich Stuart, lord Darnley Marie Stuartovna             |

| Království Anglie, Skotska a Irska Po smrti anglické královny Alžběty I. usedl roku 1603 na anglický a irský trůn skotský král Jakub VI.             |                  |                |              |                                                |
| Stuartovci |                  |                |              |                                                |
| Portrét | Jméno            | Narození–Úmrtí | Období vlády | Rodiče                                         |
| | Jakub VI.        | 1566–1625      | 1603–1625    | Jindřich Stuart, lord Darnley Marie Stuartovna |
| | Karel I.         | 1600–1649      | 1625–1649    | Jakub VI. Anna Dánská                          |
| Interregnum Roku 1649 byl popraven král Karel I. a vyhlášena republika (Commonwealth), které od roku 1653 vládl Oliver Cromwell jako Lord protektor. |                  |                |              |                                                |
| | Oliver Cromwell  | 1599–1658      | 1653–1658    | Robert Cromwell Alžběta Cromwellová            |
| | Richard Cromwell | 1626–1712      | 1658–1659    | Oliver Cromwell Alžběta Bourchierová           |

| Království Anglie, Skotska a Irska Roku 1659 abdikoval Richard Cromwell a monarchie byla restaurována pod vládou Stuartovců. |            |                |                                           |                                               |
| Stuartovci |            |                |                                           |                                               |
| Portrét | Jméno      | Narození–Úmrtí | Období vlády                              | Rodiče                                        |
| | Karel II.  | 1630–1685      | 1649–1651 a 1660–1685 (1649–1685 de jure) | Karel I. Henrietta Marie Bourbonská           |
| | Jakub VII. | 1633–1701      | 1685–1689                                 | Karel I. Henrietta Marie Bourbonská           |
| | Marie II.  | 1662–1694      | 1689–1694                                 | Jakub VII. Anna Hydeová                       |
| | Vilém II.  | 1650–1702      | 1689–1702                                 | Vilém II. Oranžský Marie Henrietta Stuartovna |
| | Anna       | 1665–1714      | 1702–1707                                 | Jakub VII. Anna Hydeová                       |

| Alpinové       |                 |                |                 |                                                            |
| Portrét        | Jméno           | Narození–Úmrtí | Období vlády    | Rodiče                                                     |
|                | Kenneth I.      | 810–858        | 843–858         | Alpín mac Echdach                                          |
|                | Donald I.       | 812–862        | 858–862         | Alpín mac Echdach                                          |
|                | Konstantin I.   | † 877          | 862–877         | Kenneth I.                                                 |
|                | Aedh            | † 878          | 877–878         | Kenneth I.                                                 |
|                | Eochaid         |                | 878–889         | Run Skotský                                                |
|                | Giric           |                | 878–889         | Dungail Skotský                                            |
|                | Donald II.      | † 900          | 889–900         | Konstantin I.                                              |
|                | Konstantin II.  | 874–952        | 900–943         | Aedh                                                       |
|                | Malcolm I.      | † 954          | 943–954         | Donald II.                                                 |
|                | Indulf          | † 962          | 954–962         | Konstantin II.                                             |
|                | Dubh            | † 967          | 962–967         | Malcolm I.                                                 |
|                | Cuilén          | † 971          | 966–971         | Indulf                                                     |
|                | Kenneth II.     | † 995          | 971–?973        | Malcolm I.                                                 |
|                | Amlaíb          | † 977          | ?973–977        | Indulf                                                     |
|                | Kenneth II.     | † 995          | 977–995         | Malcolm I.                                                 |
|                | Konstantin III. | † 997          | 995–997         | Cuilén                                                     |
|                | Kenneth III.    | † 1005         | 997–1005        | Dubh                                                       |
|                | Malcolm II.     | 980–1034       | 1005–1034       | Kenneth II.                                                |
| Dunkeldové     |                 |                |                 |                                                            |
|                | Duncan I.       | † 1040         | 1034–1040       | Crínán z Dunkeldu Bethóc                                   |
| Morayové       |                 |                |                 |                                                            |
| Portrét        | Jméno           | Narození–Úmrtí | Období vlády    | Rodiče                                                     |
|                | Macbeth I.      |                | 1040–1057       | Findláech Doada                                            |
|                | Lulach          |                | 1057–1058       | Gille Coemgáin Gruoch Skotská                              |
| Dunkeldové     |                 |                |                 |                                                            |
|                | Malcolm III.    |                | 1058–1093       | Duncan I. Suthen                                           |
|                | Donald III.     |                | 1093–1094 –1097 | Duncan I. Suthen                                           |
|                | Duncan II.      |                | 1094            | Malcolm III. Ingebjorg Finnsdotter                         |
|                | Edgar           |                | 1097–1107       | Malcolm III. Markéta Skotská                               |
|                | Alexandr I.     |                | 1107–1124       | Malcolm III. Markéta Skotská                               |
|                | David I.        |                | 1124–1153       | Malcolm III. Markéta Skotská                               |
|                | Malcolm IV.     |                | 1153–1165       | Jindřich, hrabě z Northumbrie Ada de Warenne               |
|                | Vilém I.        |                | 1165–1214       | Jindřich, hrabě z Northumbrie Ada de Warenne               |
|                | Alexandr II.    |                | 1214–1249       | Vilém I. Skotský Ermengarda z Beaumontu                    |
|                | Alexandr III.   |                | 1249–1286       | Alexandr II. Marie z Coucy                                 |
|                | Markéta I.      | 1283–1290      | 1286–1290       | Erik II. Magnusson Markéta Skotská                         |
| 1. interregnum | 1286–1292       | 1286–1292      | 1286–1292       | 1286–1292                                                  |
| Balliolové     |                 |                |                 |                                                            |
|                | Jan I. Skotský  |                | 1292–1296       | Jan, 5. baron z Balliolu Devorguilla z Galloway            |
| 2. interregnum | 1296–1306       | 1296–1306      | 1296–1306       | 1296–1306                                                  |
| Bruceové       |                 |                |                 |                                                            |
|                | Robert I.       |                | 1306–1329       | Robert Bruce, 6. lord z Annandale Marjorie z Carricku      |
|                | David II.       |                | 1329–1371       | Robert I. Alžběta de Burgh                                 |
| Stuartovci     |                 |                |                 |                                                            |
|                | Robert II.      |                | 1371–1390       | Walter Stewart, 6. nejvyšší správce Skotska Marjorie Bruce |
|                | Robert III.     |                | 1390–1406       | Robert II. Skotský Alžběta Mureová                         |
|                | Jakub I.        |                | 1406–1437       | Robert III. Skotský Anabella Drummondová                   |
|                | Jakub II.       |                | 1437–1460       | Jakub I. Skotský Johana Beaufortová                        |
|                | Jakub III.      |                | 1460–1488       | Jakub II. Skotský Marie z Guelders                         |
|                | Jakub IV.       |                | 1488–1513       | Jakub III. Skotský Markéta Dánská                          |
|                | Jakub V.        |                | 1513–1542       | Jakub IV. Skotský Markéta Tudorovna                        |
|                | Marie I.        | 1542–1587      | 1542–1567       | Jakub V. Marie de Guise                                    |
|                | Jakub VI.       |                | 1567–1625       | Jindřich Stuart, lord Darnley Marie Stuartovna             |

| Království Anglie, Skotska a Irska Po smrti anglické královny Alžběty I. usedl roku 1603 na anglický a irský trůn skotský král Jakub VI.             |                  |                |              |                                                |
| Stuartovci |                  |                |              |                                                |
| Portrét | Jméno            | Narození–Úmrtí | Období vlády | Rodiče                                         |
| | Jakub VI.        | 1566–1625      | 1603–1625    | Jindřich Stuart, lord Darnley Marie Stuartovna |
| | Karel I.         | 1600–1649      | 1625–1649    | Jakub VI. Anna Dánská                          |
| Interregnum Roku 1649 byl popraven král Karel I. a vyhlášena republika (Commonwealth), které od roku 1653 vládl Oliver Cromwell jako Lord protektor. |                  |                |              |                                                |
| | Oliver Cromwell  | 1599–1658      | 1653–1658    | Robert Cromwell Alžběta Cromwellová            |
| | Richard Cromwell | 1626–1712      | 1658–1659    | Oliver Cromwell Alžběta Bourchierová           |

| Království Anglie, Skotska a Irska Roku 1659 abdikoval Richard Cromwell a monarchie byla restaurována pod vládou Stuartovců. |            |                |                                           |                                               |
| Stuartovci |            |                |                                           |                                               |
| Portrét | Jméno      | Narození–Úmrtí | Období vlády                              | Rodiče                                        |
| | Karel II.  | 1630–1685      | 1649–1651 a 1660–1685 (1649–1685 de jure) | Karel I. Henrietta Marie Bourbonská           |
| | Jakub VII. | 1633–1701      | 1685–1689                                 | Karel I. Henrietta Marie Bourbonská           |
| | Marie II.  | 1662–1694      | 1689–1694                                 | Jakub VII. Anna Hydeová                       |
| | Vilém II.  | 1650–1702      | 1689–1702                                 | Vilém II. Oranžský Marie Henrietta Stuartovna |
| | Anna       | 1665–1714      | 1702–1707                                 | Jakub VII. Anna Hydeová                       |